# Маундс (Оклахома)
Маундс (англ. Mounds) — місто (англ. town) в США, в окрузі Крік штату Оклахома. Населення — 932 особи (2020).

## Географія
Маундс розташований за координатами 35°52′19″ пн. ш. 96°3′24″ зх. д. / 35.87194° пн. ш. 96.05667° зх. д. (35.871946, -96.056647).  За даними Бюро перепису населення США в 2010 році місто мало площу 5,82 км², з яких 5,69 км² — суходіл та 0,13 км² — водойми.

## Демографія
Згідно з переписом 2010 року, у місті мешкало 1168 осіб у 440 домогосподарствах у складі 306 родин. Густота населення становила 201 особа/км².  Було 503 помешкання (86/км²).
Расовий склад населення:
| - 76,0 % — білих - 15,6 % — корінних американців - 1,4 % — чорних або афроамериканців - 0,2 % — азіатів - 1,4 % — осіб інших рас |

До двох чи більше рас належало 5,5 %. Частка іспаномовних становила 3,3 % від усіх жителів.
За віковим діапазоном населення розподілялося таким чином: 29,3 % — особи молодші 18 років, 55,9 % — особи у віці 18—64 років, 14,8 % — особи у віці 65 років та старші. Медіана віку мешканця становила 35,7 року. На 100 осіб жіночої статі у місті припадало 99,0 чоловіків;  на 100 жінок у віці від 18 років та старших — 100,0 чоловіків також старших 18 років.
Середній дохід на одне домашнє господарство  становив 43 694 долари США (медіана — 35 625), а середній дохід на одну сім'ю — 52 821 долар (медіана — 43 295). Медіана доходів становила 32 007 доларів для чоловіків та 26 382 долари для жінок. За межею бідності перебувало 18,9 % осіб, у тому числі 14,2 % дітей у віці до 18 років та 12,8 % осіб у віці 65 років та старших.
Цивільне працевлаштоване населення становило 456 осіб. Основні галузі зайнятості: освіта, охорона здоров'я та соціальна допомога — 19,7 %, виробництво — 17,5 %, роздрібна торгівля — 14,0 %, мистецтво, розваги та відпочинок — 12,3 %.